# As (Belgique)
Pour les articles homonymes, voir As et Asch.
As, parfois Asch-en-Campine en français, est une commune néerlandophone de Belgique située en Région flamande dans la province de Limbourg. En 1901, André Dumont y trouva le premier charbon campinois.

## Historique
En 1874, la Société du chemin de fer Hasselt-Maeseyck met en service la gare d'As. Reliée aux nouveaux chemins de fer charbonniers dans les années 1900-1920, elle a été utilisée par l'association Kolenspoor qui faisait circuler des trains touristiques. La ligne est désormais inutilisée et un restaurant-brasserie se trouve dans le bâtiment de la gare.

## Localités et sections de la commune
| # | Section     | Superf. (km²) | Habitants (2020) | Habitants par km² | Code INS |
| - | ----------- | ------------- | ---------------- | ----------------- | -------- |
| 1 | As          | 14,81         | 5.672            | 383               | 71002A   |
| 2 | Niel-bij-As | 7,32          | 2.562            | 350               | 71002B   |

### Communes limitrophes
| Opglabbeek |           | Maaseik        |
| Genk       | As        | Dilsen-Stokkem |
|            | Zutendaal | Maasmechelen   |

## Héraldique
|  | La commune possède des armoiries qui lui ont été octroyées le 16 septembre 1988. Ce sont celles de la famille De Saren, derniers Seigneurs de As. En 1772, Willem Arnold de Saren, baron d'Othée acquit le village d'As. Ils sont restés Seigneurs de As jusqu'en 1826. Le support est le saint patron, Saint Amor, du chapitre de Saint-Amor à Munsterbilzen, une abbaye qui avait des possessions et un avant-poste dans le village aux XVIe et XVIIe siècles. Blasonnement : D'argent à un arbre planté de sinople, accompagné à gauche d'un cerf de gueules s'élevant contre le tronc. L'écu placé devant un Saint Amor tenant un bâton de pèlerin dans la main droite et une église à gauche, le tout d'or. (Traduction libre) - Délibération communale : 13 octobre 1987 - Arrêté de l'exécutif de la communauté : 16 septembre 1988 Source du blasonnement : Heraldy of the World. |

## Démographie

### Évolution démographique: Avant la fusion des communes
- Source: DGS recensements population

### Évolution démographique de la commune fusionnée
En tenant compte des anciennes communes entraînées dans la fusion de communes de 1977, on peut dresser l'évolution suivante :
- Source : DGS - Remarque: 1806 jusqu'à 1980=recensement; depuis 1990=nombre d'habitants chaque 1er janvier[3]